# Holzgraben (Fulda)
Der Holzgraben ist ein 6,5 km langer, westlicher und linker Nebenfluss der Fulda. Er fließt durch Ober- und Niederellenbach im osthessischen Landkreis Hersfeld-Rotenburg.

## Verlauf
Das Quellgebiet des Holzgrabens und seiner ersten Zuflüsse ist der Neuenstein-Ludwigsecker Höhenzug (Naturraum 357.0), der zum äußersten Südwesten des Fulda-Werra-Berglands (357), und damit zum Knüllgebirge (Knüll) im erweiterten Sinne gehört. Seine Quelle liegt auf dem Osthang des 3,5 km südwestlich des Alheimer Ortsteils Oberellenbach liegenden Rehkopfs (487,5 m) im Mittelsten Kerntal auf 419 m ü. NHN.
Vier kleine Zuflüsse, die vom Nordost- und Osthang des Rehkopfs und vom Übergangsbereich zum Berg Nuschhütte (447,8 m) aus dem Finsteren und Lichten Kerntal kommen, speisen den quellnahen Oberlauf des Holzgrabens. Sie alle fließen zunächst etwa in nordöstlicher Richtung und fließen nahe der ehemaligen Glashütte westlich von Sterkelshausen in den Bach ein. Danach verläuft der Holzgraben ein Stück in nördlicher Richtung und in das Bebra-Melsunger Fuldatal (357.1) ein. Darin kommt südwestlich vor Oberellenbach bei der Ansiedlung Am Hüttenhof von links (Westen) der Trombach hinzukommt. Dann fließt der Bach nach Nordosten nach und durch Oberellenbach, wo er entlang der Straßen Oberer und Unterer Erlenbach in der Kanalisation verläuft.
An der unterhalb von Oberellenbach stehenden Ried-Mühle nimmt der Holzgraben rechtsseitig den von Sterkelshausen kommenden Osterbach auf. Dann fließt er, weiterhin in nordöstlicher Richtung, entlang der Südostseite der Kreisstraße 67 nach und durch Niederellenbach. Wenige Meter unterhalb vom Ostrand des Dorfs und oberhalb der über die Fulda führenden Brücke der K 67 mündet der Bach in diesen Weser-Quellfluss.

## Einzugsgebiet und Zuflüsse
Das Einzugsgebiet des Holzgrabens ist 15,22 km² groß. Seine Abflussmenge beträgt 105 l/s. Zu den Zuflüssen gehören der linksseitige Trombach und der rechtsseitige Osterbach.